# Callicereon
Callicereon là một chi bướm đêm thuộc họ Noctuidae.